# Le Coup de parapluie
Cet article concerne un film de 1934. Pour le film de 1980, voir Le Coup du parapluie.
Pour plus de détails, voir Fiche technique et Distribution.
Le Coup de parapluie est un film français comique de première partie français réalisé en 1934 par Pierre-Jean Ducis et Victor de Fast.

## Synopsis
Le coup de parapluie ou l'art d'aborder les femmes...

## Fiche technique
- Réalisation : Victor de Fast et Pierre-Jean Ducis
- Scénario : Jean-Pierre Feydeau, d'après la pièce de Paul Armont
- Production: Flag Films
- Pays :  France
- Format : Noir et blanc - Son mono - 1,37:1 - 35 mm
- Genre : Court métrage - Comédie
- Durée : 35 minutes
- Année de sortie : 1934

## Distribution
- Simone Héliard
- Charles Dechamps
- Claude Lehmann
- Nane Germon
- Katia Lova
- Jean Tissier
- Henri Vilbert
- Yvonne Yma
- Denise Kerny